# I Fuerza Expedicionaria de Marines
La I Fuerza Expedicionaria de Marines (en inglés: I Marine Expeditionary Force (I MEF) es una Fuerza de Tareas Aeroterrestre de Marines del Cuerpo de Marines compuesta principalmente de la 1.ª División de Marines, la 3.ª Ala Aérea del Cuerpo de Marines y el 1.er Grupo Logístico. Tiene su sede en la Base del Cuerpo de Marines Camp Pendleton, California.

## Misión
Cuando se decreta el despliegue de la I MEF, esta se emplea como Fuerza de Tareas Aeroterrestre de Marines (MAGTF) en apoyo del Comandante Combatiente (COCOM) en cualquier contingencia, sirve como elemento central de la Fuerza de Tareas Conjunta (JTF) y está preparada para entrar en combate y apoyar al COCOM en las iniciativas que requiera.

## Historia
- Activada el 8 de noviembre de 1969 en Okinawa, Japón como la I Fuerza Expedicionaria de Marines
- Renombrada el 18 de agosto de 1970 como el I Fuerza Anfibia Marina (I Marine Amphibious Force I MAF)
- Trasladada en abril de 1971 a Camp Pendleton, California
- Rebautizada el 5 de febrero de 1988, como I Fuerza Expedicionaria de Marines[5]

## Estructura

### Unidades
- 1.ª División de Marines

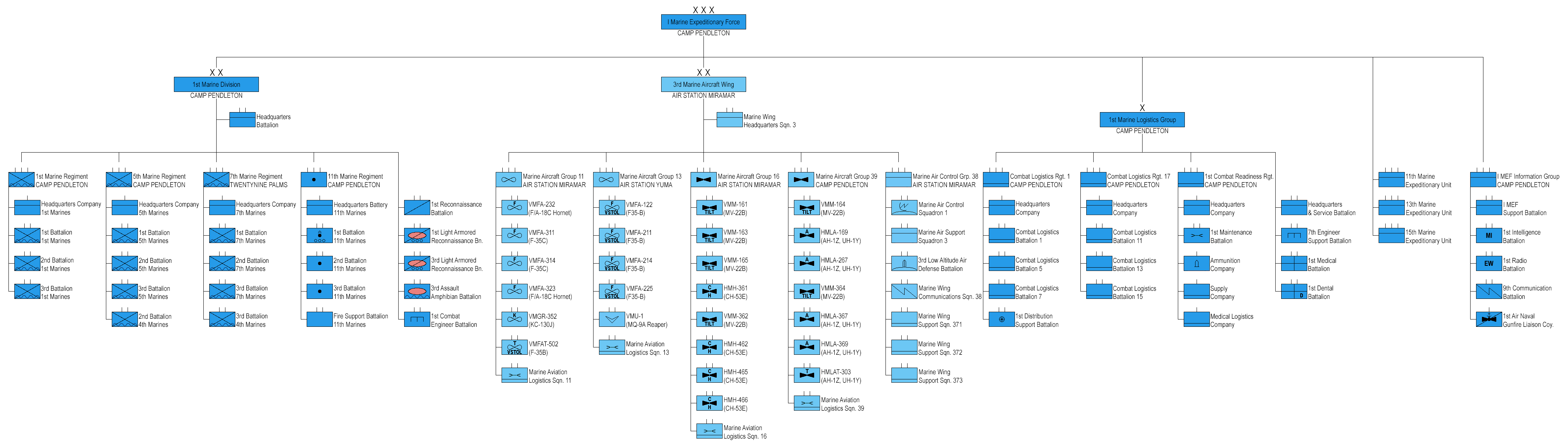
Estructura de la I MEF

- 3.ª Ala Aérea del Cuerpo de Marines
- 1.er Grupo Logístico
- 1.ª Brigada Expedicionaria de Marines
- 11.ª Unidad Expedicionaria de Marines
- 13.ª Unidad Expedicionaria de Marines
- 15.ª Unidad Expedicionaria de Marines